# 시라쿠사의 참주 목록
시라쿠사이는 시칠리아의 동해변에 있는 고대 그리스 도시국가였다. 도시는 기원전 734년 또는 733년 코린토스에서 온 정착자들에 의해 건설되었다. 그리고 로마 공화국에 기원전 212년 정복되었고 그 후 시칠리아의 로마 총독 관저 소재지가 되었다. 독립 도시로서의 시라쿠사이 역사의 대부분에서 그것은 참주들의 계승에 의해 지배되었는데 민주정과 과두정 시기도 있었다.

## 시라쿠사이의 독재관
- 젤론 1세 (기원전 491년-기원전 478년)
- 히에로 1세 (기원전 478년-기원전 466년)
- 트라시불루스 (기원전 466년-기원전 465년)
- 민주정 (기원전 465년-기원전 405년)
- 디오니시우스 1세 (기원전 405년-기원전 367년)
- 디오니시우스 2세 (기원전 367년-기원전 357년)
- 디온 (기원전 357년-기원전 354년)
- 칼립푸스 (기원전 354년-기원전 352년)
- 힙파리누스 (기원전 352년 - 기원전 351년)
- 아레타에우스 (기원전 352년-기원전 350년)
- 니사에오스 (기원전 350년-기원전 346년)
- 디오니수스 2세 (복위, 기원전 346년-기원전 344년)
- 티몰레온 (기원전 345년-기원전 337년)
- 과두정 (기원전 347년-기원전 317년)
- 아가토클레스 (시라쿠사) (기원전 317년-기원전 289년)
- 이케타스 (기원전 289년-기원전 280년)
- 토이논 (기원전 280년)
- 소시스트라투스 (기원전 280년-기원전 277년)
- 에피루스(지역)가 통치 (기원전 277년-기원전 275년)
- 히에론 2세 (기원전 275년-기원전 215년)
- 젤론 2세 (기원전 240년-기원전 216년)
- 히에로니무스 (시라쿠사) (기원전 215년-기원전 214년)
- 아드라노도라스 (기원전 214년
- 히포크라테스 (시라쿠사) (기원전 213년-기원전 212년)
- 에피키데스 (기원전 213년-기원전 212년)

칸나에 전투에서의 로마의 패배와 히에론 2세의 사후 시라쿠사는 한니발의 동맹이 되었는데 그것은 도시의 정치적 운명을 결정하였다. 시라쿠사의 카르타고에 대한 지지의 결과로서 마르쿠스 클라우디우스 마르켈루스 지휘하의 로마군은 기원전 214년 도시를 포위하기 시작하였다. 도시는 기원전 212년까지 저항하였는데 그때 시라쿠사의 평화 일당이 도시로 접근을 허여하였다고 믿기어진다.